# Browning (Misuri)
Browning es una ciudad ubicada en el condado de Linn en el estado estadounidense de Misuri. En el Censo de 2010 tenía una población de 265 habitantes y una densidad poblacional de 194,89 personas por km².

## Geografía
Browning se encuentra ubicada en las coordenadas 40°2′6″N 93°9′37″O / 40.03500, -93.16028. Según la Oficina del Censo de los Estados Unidos, Browning tiene una superficie total de 1.36 km², de la cual 1.35 km² corresponden a tierra firme y (0.38%) 0.01 km² es agua.

## Demografía
Según el censo de 2010, había 265 personas residiendo en Browning. La densidad de población era de 194,89 hab./km². De los 265 habitantes, Browning estaba compuesto por el 96.23% blancos, el 0.38% eran afroamericanos, el 0.38% eran amerindios, el 0% eran asiáticos, el 0% eran isleños del Pacífico, el 0.38% eran de otras razas y el 2.64% pertenecían a dos o más razas. Del total de la población el 6.79% eran hispanos o latinos de cualquier raza.